# 'O spireto/Nu sbaglià
 'O spireto/Nu sbaglià, pubblicato nel 1964, è un singolo del cantante italiano Mario Trevi

## Storia
Il disco contiene due brani inediti di Mario Trevi. Il brano 'O spireto vede lo stesso Trevi tra gli autori (con lo pseudonimo Iverta).

## Tracce
Lato A
- 'O spireto (Schiano-Iverta-Manzoni)

Lato B
- Nu sbaglià (Riccardi-Aleandro-Sorrentino)

## Incisioni
Il singolo fu inciso su 45 giri, con marchio Durium- serie Royal (QCA 1318).
Direzione arrangiamenti: M° Eduardo Alfieri.